# Ropica mediofasciata
Ropica mediofasciata là một loài bọ cánh cứng trong họ Cerambycidae.